# 林右昌
林右昌（1971年3月10日—），中華民國政治人物，民主進步黨籍，生於基隆市仁愛區，曾任內政部部長、民進黨代理黨主席、秘書長、基隆市市長兼新境界文教基金會副董事長、中華民國童軍理事長，屬民進黨正常國家促進會派系。
林右昌在陳水扁政府時曾任行政院院長辦公室參議、總統府秘書長辦公室專門委員，曾任民進黨中央黨部政策委員會副研究員、民進黨中央黨部社會發展部主任、民進黨主席特別助理兼辦公室主任、民進黨第十二屆中央執行委員。2010年2月1日接任民進黨中央黨部台灣民主學院主任兼中央黨部發言人；2012年初回任民進黨中央黨部專任發言人；2012年6月4日起接任民進黨中央黨部副秘書長。
2014年九合一選舉中被民進黨推派為基隆市市長候選人並當選；2018年九合一選舉，林右昌再次擊敗中國國民黨老對手謝立功順利連任，也成為民進黨首位在基隆市成功連任的市長。因民進黨在該屆選舉慘敗，黨主席蔡英文請辭，2018年11月28日民進黨中央常務委員會推派林右昌為代理主席，2019年1月9日交接給新任主席卓榮泰；2022年主掌立委蔡適應的基隆市市長選戰。
2023年1月31日，接任內政部部長，2024年5月20日卸任。
2024年6月5日，接任民進黨秘書長，2025年7月27日請辭。

## 簡歷

### 出生與求學
1971年，林右昌出生於基隆市，父親任職於台灣電力公司，並在基隆區服務處做到退休，故其自小在基隆長大與接受教育。兒時夢想是當動物園園長還有畫家，曾就讀基隆市仁愛區成功國民小學、基隆市安樂區建德國民小學、基隆市立建德國民中學以及臺灣省立基隆高級中學。考上大學後，就讀中國文化大學景觀設計學系，後來前往國立臺灣大學建築與城鄉所深造。1996年從臺大建築與城鄉研究所畢業，指導教授為現任行政院政務委員（前行政院經濟建設委員會副主任委員）張景森，論文為《經濟全球化下的城市發展新加坡案例分析》。

### 服役
在服役期間，為預官甲班46期工兵官科，於海岸巡防司令部（今海洋委員會海巡署）第一指揮部服役，任少尉排長、少尉工程官。

## 參政

### 加入民進黨
1998年，林右昌進入民主進步黨中央黨部政策會，擔任副研究員。進入中央黨部後，就受到當時的黨主席林義雄的注意，參與了林義雄演說文稿的寫作。翌年，林義雄派其到2000年總統選舉輿情會報擔任執行秘書，並擔任「民進黨二〇〇〇年政策綱領」的主筆之一，結識時任民進黨秘書長的游錫堃。
2000年，民進黨的陳水扁政府上台，跟隨游錫堃擔任其政治與政策幕僚，歷經行政院副院長、總統府秘書長到行政院院長辦公室，皆在其中擔任要職，參與包括：九二一重建、「總統府經濟發展諮詢會議」、「總統府政府改造會議」、「挑戰2008國家發展重點計畫」、「行政院國家資產經營管理委員會」、「行政院觀光推動委員會」等相關重要政策之規畫與執行。於行政院院長辦公室時期，並曾參與2004年亚太经济合作组织財政部長會議、2005年世界資訊社會首腦會議（WSIS），並陪同游錫堃出訪美国、多明尼加、洪都拉斯、尼加拉瓜、日本等多個國家。此外，較少為人知的是林右昌在民進黨在執政初期擔任權力協調平台「府院黨團協調會報」（俗稱九人小組）的執行秘書，參與重要之決策與歷練。
2006年，游錫堃出任民進黨主席，林右昌接任民進黨中央黨部社會發展部主任，負責經營黨在各類社團中的發展。隨後曾出任黨主席辦公室主任兼特別助理。蔡英文出任黨主席後，林右昌轉而追隨蔡英文。林個性強勢，在黨內評價兩極。

### 選舉經歷
林右昌在擔任幕僚期間爭取參加2009年基隆市市長選舉，民進黨中央於2008年11月19日同意徵召其參選，以「改變基隆」為競選口號。最終以65,673票落選，為民進黨自1997年縣市長選舉以後在基隆得票率的最高點。
由於林義雄與游錫堃在民進黨內的政治勢力逐漸轉弱，林右昌轉而跟隨時任黨主席蔡英文。在基隆市市長落選後出任中央黨部民主學院主任，負責民進黨幹部之組訓工作，並兼任民進黨中央黨部發言人。除了在中央的工作之外，林右昌仍積極布局基隆選舉，一方面成立「民進黨立委基隆聯合服務中心」並擔任督導，實際運作地方服務事務；另一方面，成立全國性社團「臺灣城市競爭力發展協會」並擔任理事長。
2011年4月，爭取參選2012年立法委員選舉，民進黨同意徵召其參選第八屆基隆立委。選舉結果得到8萬4,487票，依舊落敗，但較上次參選基隆市市長的得票增加近20,000票，同時比民進黨總統候選人蔡英文多了將近六千票；得票數僅次於2004年陳水扁競選連任時所得到的八萬九千餘票。此次基隆立委選舉，地方人士普遍認為，由於此次選舉是總統與立委綁在一起選，基隆的投票率因此拉高甚多，儘管基隆向來是傳統藍軍的票倉，然而因馬英九總統執政成效反應兩極，連帶影響中國國民黨籍立委謝國樑的選票。
2012年2月，林右昌回任民進黨發言人。同年6月，接任民進黨副祕書長。
2014年，林右昌爭取參選基隆市市長，亦獲得民進黨提名，開出「捷運」與「纜車」等交通建設政見。因為時任國民黨籍市長張通榮施政評價低，又加上時任國民黨級基隆市議長黃景泰脫黨參選，傳統鐵藍區的票基大量流失，最終由林右昌當選，為第二位民進黨籍市長。

### 基隆市市長
2016年7月30日，接替林政則擔任中華民國童軍總會理事長。
2016年9月，強颱莫蘭蒂、馬勒卡接連襲台，林右昌在國外參訪並稱有副市長坐鎮而引起爭議。
2016年3月，中央政府決議縮減基隆到樹林班次供東部幹線使用，改利用基隆到汐止間的第三條鐵道興建輕軌補償通勤損量，遭疑政策跳票，但林右昌澄清輕軌就是捷運，並稱跳票不是重點。
2017年7月，林右昌在尼莎颱風來襲時請公假，以童軍理事長名義於7月27日至7月29日前往蒙古參加「亞太區童軍大露營活動」，提前返國，但班機受颱風影響取消，仍滯留韓國，7月30日回台。
2017年8月，基隆市議員韓良圻指控林右昌2年出國14次，基隆市政府回應因公出國僅9次。惟加上私人行程5次，確實於兩年任期內出國14次。。
2018年5月，蔡英文政府擬斥資千億元在基隆旁邊擴建深澳發電廠，林右昌表示不支持任何傷害基隆的政策。
2018年7月11日，基隆市市長林右昌在臉書PO文「還原」前一晚決定不與新北市同步宣布隔天停班課的決定過程，指他與臺北市市長柯文哲「都猜大概是因為朱立倫市長人在國外，怕被罵，所以乾脆做出全新北市都放假的決定吧！」，對此新北市政府反駁林右昌的說法。
2018年11月24日，以54%的支持度，加上相對國民黨時期的優異政績，首度達成民進黨籍市長的連任。11月28日，民進黨中常會推舉林右昌代理黨主席。
2018年12月4日，林右昌以代理黨主席身分，接受媒體專訪時表示：「民進黨對台灣民主的貢獻非常得大，不過我們不需要經常把這個事情掛在嘴上，台灣已經歷三次政黨輪替，民進黨也兩度成為執政黨，台灣人民已經不欠民進黨，反而是民進黨未來要用我們對台灣的奉獻和貢獻，繼續來爭取台灣人民的認同和支持。」
2018年12月6日，林右昌以代理黨主席身分，接受媒體訪問時主動提及台大校長爭議案，他說：「台積電創辦人張忠謀雖然年紀大，但適合任何職位，或許有機會來擔任台大校長，可化解僵局，相信各方都可以認同跟接受，也不一定。」

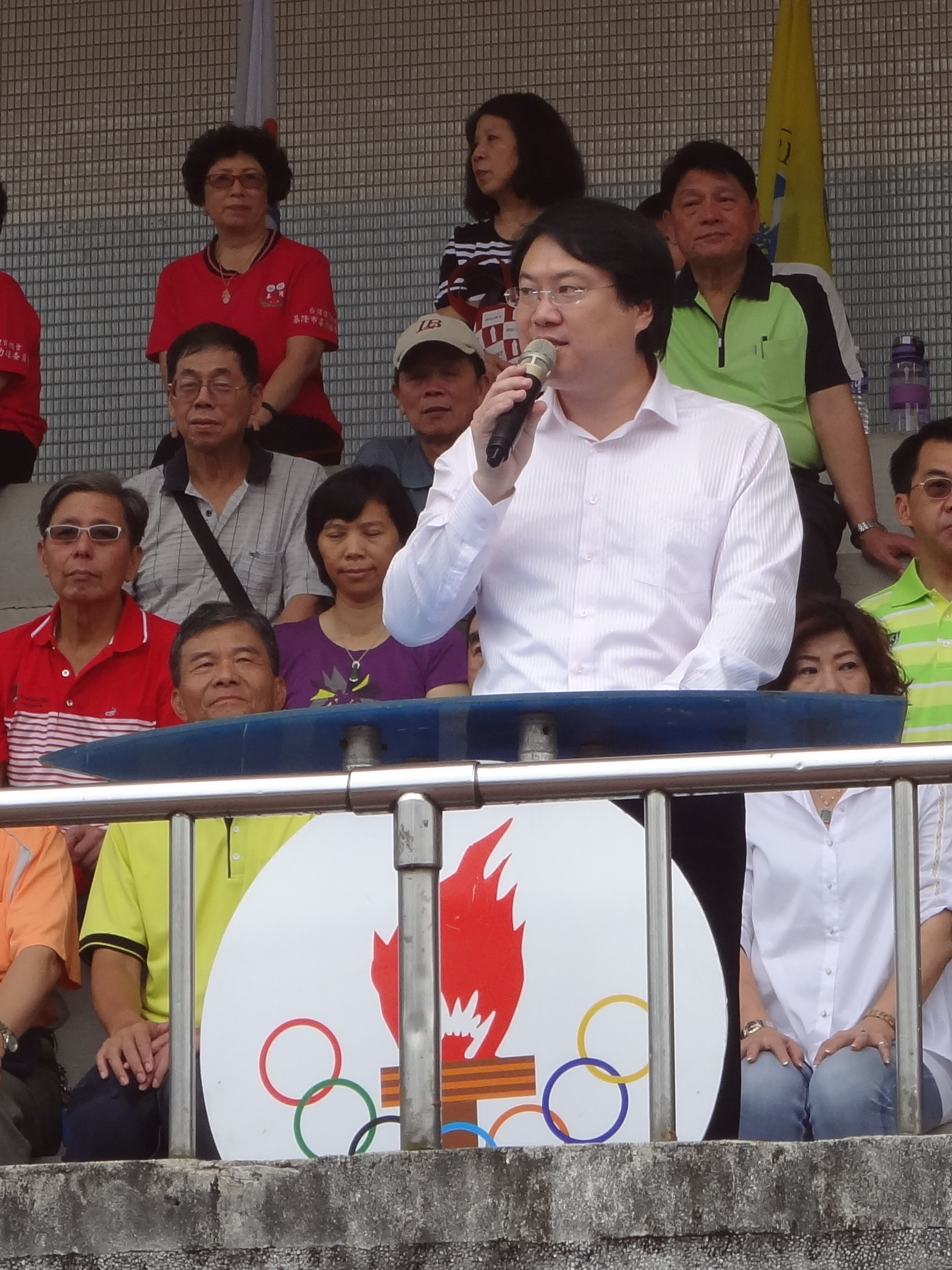
林右昌於2016年基隆市運動會開幕典禮致詞

2019年5月29日，林右昌坦言3月6日的期程，必須承認是誤判，認為是單純初選，所有執委收到的訊息都是這是一個單純的初選，不會有其他人登記，「我們做了錯誤的決定，應該向大眾、蔡總統以及賴院長道歉。」
2021年初推動「國門廣場」工程，基隆市市長林右昌表示，國門廣場應具公共性、而非紀念性或儀式性空間。原樺山資紀銅像基座上的蔣公銅像在3月3日被基隆市政府工務處拆除，而銅像在吊車拉起時斷為三節，將於修復後送往桃園市慈湖；第三勢力333政黨團結聯盟群眾因此至基隆地檢署，控告林右昌涉嫌《中華民國刑法》毀損罪、叛亂罪等。銅像基座因歷史價值因素，基隆市政府曾安排文化資產審議委員勘查，基座位址套繪國門廣場規劃設計圖進行分析；後在保存與發展的考量下，採先行異地保存，最終暫時遷移至清法戰爭紀念園區，至今未有任何文化資產身份。
2022年7月13日，時代力量基隆市市長提名人、基隆市議員陳薇仲當晚將在國門廣場舉辦市政說明會。基隆市政府發言人沈詠珮指出，未經申請予以嚴正譴責，絕不容許，現任議員也不能有特權。警方因活動未經許可，兩度派員舉牌警告。說明會約40分鐘後結束，警方並未強制驅離。

### 內政部部長
2023年1月31日，林右昌在陳建仁內閣擔任內政部部長。
2024年5月20日，交接給新任部長劉世芳。

### 民進黨秘書長
2024年5月22日，在總統賴清德依照黨章宣誓就職民進黨主席後，林右昌接任民進黨秘書長，6月5日就任。
2025年7月27日，因民進黨推動針對他黨立委的大罷免首波投票失利，林右昌請辭。

## 選舉紀錄
| 年度 | 選舉屆數               | 選舉區               | 所屬政黨   | 得票數  | 得票率 | 當選標記 | 備註 |
| ---- | ---------------------- | -------------------- | ---------- | ------- | ------ | -------- | ---- |
| 2009 | 第十六屆基隆市市長選舉 | 基隆市               | 民主進步黨 | 65,673  | 42.08% |          |      |
| 2012 | 第八屆立法委員選舉     | 基隆市立法委員選舉區 | 民主進步黨 | 84,487  | 40.17% |          |      |
| 2014 | 第十七屆基隆市市長選舉 | 基隆市               | 民主進步黨 | 101,010 | 53.15% |          |      |
| 2018 | 第十八屆基隆市市長選舉 | 基隆市               | 民主進步黨 | 102,167 | 54.14% |          |      |

## 家族
- 妹妹：插畫家林宛姿，筆名「查理宛豬」，為雄獅鉛筆吉祥物「奶油獅」原創者[31][32]。

## 外部連結
- 林右昌UChange的Facebook專頁
- YouTube上的基隆市長候選人林右昌競選歌曲「改變啦!」MV .UChange2009.2009-11-15
- 林右昌個人部落格 （页面存档备份，存于）
- 林右昌的Instagram帳戶

| 中華民國政府職務                   | 中華民國政府職務                                         | 中華民國政府職務                   |
| ---------------------------------- | -------------------------------------------------------- | ---------------------------------- |
| 基隆市政府                         |                                                          |                                    |
| 前任： 張通榮                      | 基隆市市長 第十七、十八屆 2014年12月25日－2022年12月25日 | 繼任： 謝國樑                      |
| 行政院                             |                                                          |                                    |
| 前任： 花敬群（代理） 正任：徐國勇 | 內政部部長 第三十三任 2023年1月31日－2024年5月20日       | 繼任： 劉世芳                      |
| 政党职务                           |                                                          |                                    |
| 民主進步黨                         |                                                          |                                    |
| 前任： 楊懿珊（代理） 正任：許立明 | 民主進步黨秘書長 第二十五任 2024年6月5日－2025年7月27日  | 繼任： 何博文（代理） 正任：徐國勇 |
| 前任： 蔡英文                      | 民主進步黨主席 代理 2018年11月28日－2019年1月9日         | 繼任： 卓榮泰                      |